# الشوق
الشوق هي قرية سعودية تابعة لمحافظة المخواة التابعة لمنطقة الباحة، في المملكة العربية السعودية. تعد من أهم قرى محافظة المخواة كما تتميز بكثرة المزارع والمناظر الخلابة. ويوجد بها حديقة الشوق، كما يوجد بها بعض الرسوم الثمودية.